# Euphorbia gayi
Euphorbia gayi là một loài thực vật có hoa trong họ Đại kích. Loài này được Salis mô tả khoa học đầu tiên năm 1834.